# José Clemente Orozco
José Clemente Orozco (23. listopadu 1883, Ciudad Guzmán – 7. září 1949, Ciudad de México) byl mexický malíř.

## Život
V 17 letech přišel o levou ruku a ztratil částečně zrak při experimentech se střelným prachem. Začal poté studovat zemědělskou školu, ale nakonec v letech 1906–1910 vystudoval uměleckou Akademii San Carlos v Ciudad de México. V roce 1911 byl svržen mexický diktátor Porfirio Diaz a propukla tzv. Mexická revoluce. K ní patřila i móda politicky burcujících maleb po venkovních stěnách domů (tzv. muralismus). Orozco se právě v muralistické tvorbě v té době velmi našel a nikdy ji už neopustil. Jeho motivy byly vlastenecké, ale i sociálně kritické. Muralistická vlna z počátku 20. století je dnes nazývána též Mexická renesance nástěnné malby a Orozco byl jejím hlavním představitelem, spolu s Diego Riverou a Davidem Siqueirosem. S Riverou Orozco také spolupracoval v letech 1922–1924 na výzdobě Národní přípravné školy. V letech 1927–1934 žil Orozco v USA. I zde zanechal několik nástěnných maleb (např. freska na New School University v New Yorku). Poté se vrátil do rodného Mexika. V Guadalajaře vyzdobil nástěnnými malbami Vládní palác a nemocnici Hospic Cabañas. Ke konci života rozšířil své žánrové spektrum o portréty a zkusil si i scénografii.